# Kreuz Braunschweig-Ölper
Kreuz Braunschweig-Ölper is een knooppunt in de Duitse deelstaat Nedersaksen.
Op dit knooppunt kruist de A391 Thune-Dreieck Braunschweig-Südwest de A392 een korte stadssnelweg in Braunschweig. Het knooppunt is vernoemd naar de wijk Ölper van deze 250.000 inwoners tellende stad.

## Geschiedenis
In 1982 is de A391 opengesteld tussen het Kreuz Ölper en het Dreieck Braunschweig-Südwest. Wanneer de A392 is opengesteld is niet bekend, maar waarschijnlijk in dezelfde tijd. In 1985 werd de A391 noordwaarts verlengd naar de Hansestraße. In 1987 volgde het deel tot aan het Kreuz Braunschweig-Nord. De A392 was oorspronkelijk bedoeld als verbinding tussen de A2 en het centrum van Braunschweig. Dit deel is uiteindelijk niet doorgetrokken tot de A2 waardoor de A392 een erg korte snelweg is. In feite is de A392 een veredelde afrit van de A391.

## Configuratie

### Knooppunt
Het is een klaverbladknooppunt met een fly-over vanuit het oosten richting het Dreieck Baunschweig-Südwest.
Tevens heeft de A391 langs de oostelijke rijbaan een parallelrijbaan en de A392 heeft langs de zuidelijke rijbaan een parallelrijbaan.

### Rijstroken
Nabij het knooppunt hebben beide snelwegen 2×2 rijstroken.
De fly-over heeft twee rijstroken. Alle andere verbindingswegen hebben één rijstrook.

## Verkeersintensiteiten
In 2005 reden dagelijks 81.200 voertuigen ten noorden en 78.800 voertuigen ten zuiden van het Kreuz Ölper over de A391, die hiermee overbelast is. De A392 verwerkt 23.900 voertuigen per etmaal ten westen van het knooppunt. Ten oosten van het knooppunt zijn geen intensiteiten bekend.

## Richtingen
| Aansluitende wegen                      | Aansluitende wegen                                         | Aansluitende wegen                               | Aansluitende wegen | Aansluitende wegen |
| --------------------------------------- | ---------------------------------------------------------- | ------------------------------------------------ | ------------------ | ------------------ |
| richting Braunschweig-Watenbüttel Celle |                                                            | richting Lüneburg / Wolfsburg Hannover / Berlijn |                    |                    |
|                                         |                                                            |                                                  |                    |                    |
|                                         | richting Celler Str. / Hamburger Str. Braunschweig-Zentrum |                                                  |                    |                    |
|                                         |                                                            |                                                  |                    |                    |
|                                         |                                                            | richting Bad Harzburg Salzgitter / Kassel        |                    |                    |